# Вєнці (Краснодарський край)
Вєнці́ (рос. Венцы) — селище (сільського типу) в Гулькевицькому районі Краснодарського краю, Росія. Центр сільського поселення Вєнці-Заря.
Населення — 3891 мешканців (2010).
Лежить у степовій зоні лівобережжя Кубані, за 9 км на схід міста Гулькевичі.
Зооветеринарний технікум «Вєнці-Заря» (Мінсільгосп Росії). Сільгосппідприємства. Видобуток піску і гравію.
З кінця XIX століття в селищі проживає одна з найбільших у Росії громада баптистів.

## Визначні пам'ятки
- Панська садиба Миснянка — пам'ятник архітектури.

## Уродженці
- Ткаченко Ігор Валентинович (1964—2009) — російський військовий льотчик, ведучий пілотажної групи «Русские витязи».